# Дом Лакиера (Таганрог)
Дом Лакиера — памятник архитектуры первой половины XIX века, который располагается по адресу Тургеневский переулок, 5 в городе Таганроге Ростовской области. Дом построен в стиле классицизма, его фасад украшают полуколонны.

## История
В первой половине XIX века в переулке Тургеневском, 5, в Таганроге, был построен новый двухэтажный особняк. Он возвышался над одноэтажными строениями — лавками, которые находились в собственности купца I гильдии Карпа Марковича Гайрабетова из Нахичевани, который к тому же был потомственным почетным гражданином. В 1839 году дом принадлежал греческо-подданому купцу Мануилу Кумани.
В 1860-х годах дом поменял собственника, новым владельцем стал коллежский советник Марк Варваци. В 1882 году домовладение перешло в собственность его наследников — Александры Попудовой и Елены Лакиер. Они владели домом до 1920-х годов и начала советской власти, также в их собственности был дом по улице Греческой, 42. По оценочным данным, в это время стоимость дома была равна 24 тысячи рублей. В этом же доме квартиру для нужд мастерской и приема заказа на пошив дамского и детского платья арендовала мадам Фай. По другим источникам, «модная мастерская» размещалась в доме с 1892 года и принадлежала она И. Ю. Фивич. С 1992 года дом — памятник архитектуры, охраняется законом. По состоянию на 2003 год, в доме расположен детский сад «Тополек».